# HD 66435
HD 66435，又名CD-36 4120，SAO 198725、HR 3155，是一颗恒星，视星等为6.34，位于銀經253.31，銀緯-3.39，其B1900.0坐标为赤經7h 58m 25.6s，赤緯-36° -3.39′ 17″。